# Diane Shalet
Diane Shalet (* 23. Februar 1935; † 23. Februar 2006 in Palm Springs, Kalifornien) war eine US-amerikanische Schauspielerin und Autorin.

## Leben
Shalet spielte 1964 ihre erste Theaterrolle am Broadway in Arthur Millers After the Fall. Insbesondere arbeitete sie zusammen mit der renommierten „Lincoln Center Repertory Company“ unter den Regisseuren Robert Whitehead und Elia Kazan. Sie lehrte zudem das Fach Schauspiel 17 Jahre an der University of California, Los Angeles (UCLA) und 14 Jahre lang an der Schauspielschule von Robert Lewis. Sie gründete „The Actors and Writers Lab“. Shalet war Mitglied der Academy of Motion Picture Arts and Sciences und der renommierten New Yorker Schauspielwerkstatt The Actors Studio.
Diane Shalet, die sowohl in Manhattan wie auch Los Angeles lebte, spielte unter anderem in Der Gauner nach einem Roman von William Faulkner an der Seite von Steve McQueen und in Elia Kazans Fitzgerald-Verfilmung Der letzte Tycoon neben Robert De Niro. Wesentlich mehr Rollen übernahm sie allerdings zwischen den späten 1950er- und 1980er-Jahren im US-Fernsehen. Sie übernahm Gastauftritte in Produktionen wie Die Waltons, Perry Mason, The Monkees, Bonanza und Matlock (in letzterer spielte sie in der fünften Staffel Ms. Hawkins, Matlocks Haushälterin).
1994 schrieb Shalet den Roman Grief in a Sunny Climate. Sie war mit dem Schauspieler Michael Strong († 29. September 1980) verheiratet. Diane Shalet verstarb an ihrem 71. Geburtstag in  Palm Springs, Kalifornien.

## Filmographie (Auswahl)
Filme
- 1969: Der Gauner (The Reivers)
- 1971: Do Not Fold, Spindle or Mutilate (Fernsehfilm)
- 1972: Deadhead Miles
- 1973: The Night Strangler (Fernsehfilm)
- 1976: Der letzte Tycoon (The Last Tycoon)
- 1983: First Affair (Fernsehfilm)
- 1990: Perry Mason und der vergiftete Cocktail (Perry Mason: The Case of the Poisoned Pen, Fernsehfilm)

Serien
- 1959: The Phil Silvers Show (Folge Bilko's Bopster)
- 1968: Der Chef (Ironside, Folge Robert Phillips vs. the Man)
- 1968: Daktari (Folge The Outsider)
- 1970/1971: Bonanza (2 Folgen: Don't Cry, My Son / The Impostors)
- 1973: Die Waltons (The Waltons, 2 Folgen: The Thanksgiving Story und The Love Story)
- 1974: Harry O (Folge Shadows at Noon)
- 1974: Mannix (Folge Death Has No Face)
- 1979: Mrs. Columbo (Folge Feelings Can Be Murder)
- 1979: Weißes Haus, Hintereingang (Backstairs at the White House, 2 Folgen)
- 1980: Unsere kleine Farm (Little House on the Prairie, Folge Dearest Albert, I'll Miss You)
- 1981: Zeit der Sehnsucht (Days of Our Lives, 7 Folgen)
- 1987: Cagney & Lacey (Folge Different Drummer)
- 1989–1990: Matlock (4 Folgen)

## Werke
- Grief in a Sunny Climate. St. Martin’s Press, New York 1994, 288 S., ISBN 0-312-11054-5.